# 焦凡凡
焦凡凡（英語：FanFan Chiao，1992年9月14日—），本名焦曉凡，台灣女藝人、Youtuber、主持人。出生於新北市板橋區，就讀輔仁大學宗教學系。
2015年開始經營Youtube頻道，也從表特麥當勞被挖掘。2016年赴馬來⻄亞參加「AMOi- AMOi百萬女團選拔賽」。回台後加入「反骨男孩」、以及拍攝 ETTODAY網路劇「社畜時代」，目前為固定班底，在這期間也累積許多廣告、平面拍攝及戲劇作品。 
曾參演《小丸子真人版》以及《東森劇場-悶鍋出任務》。拍攝：康是美、台灣之星、希望新世界、模犯生、亞太電信、肯德基、泰山冰鎮紅茶、蘇菲等知名品牌的廣告。
2021年3月與關韶文推出單曲《一加一大於二》，同年8月推出個人首支單曲《拜託拜託給我一口》，也持續參加電視與網路節目通告，以及主持校園演唱會、品牌活動及跨年演唱會，亦以歌手身分開始活躍於校園演唱會。

## 經歷
焦凡凡於2014年在RC語音平台擔任直播主。2015年開始經營Youtube頻道。2016年6月9日參加《AMOi-AMOi百萬女團選拔賽》。同年加入反骨男孩。12月16日，反骨男孩與肯德基合作拍攝廣告。
2017年參與偶像劇《小丸子真人版》演出。10月17日開始拍攝ETTODAY推出的網路劇《社畜時代》，為固定班底。2018年8月16日拍攝「胡鬧一番WhoKnowS《再見了以後》Official MV」，擔任女主角。2019年1月4日參與舞台劇演出。劇名《東森劇場-悶鍋出任務》。 
2020年12月26日擔任色廊2.0－夢境製造所代言人。
2021年擔任宜蘭羅東跨年晚會主持。
2021年3月31日與關韶文發行單曲《一加一大於二》。4月26日與開丼燒肉合作，並成立「曉吃 焦飯堡」，推出紅麴、墨魚米飯製作之米漢堡。於網路通路開賣。同年8月推出個人首支單曲《拜託拜託給我一口》。
2023年擔任「Lab52齒妍堂」代言人。2023年2月5日與夏和熙共同擔任節目《拜託了！女神》主持人。同年擔任麗寶跨年演唱會主持人。
2024年4月20日擔任全中運開幕典禮暨選手之夜主持人。同年擔任2025宜蘭市跨年晚會主持人。

## 個人生活
焦凡凡有一個同父異母的妹妹焦寧寧，因為焦凡凡五歲時父母離婚，沒多久後父親再婚。目前和五堅情之一婁峻碩穩定交往中，並於2023年10月27日於個人Instagram互相官宣求婚成功。於2024年12月27日登記結婚。

## 影視作品

### 主持
| 時間           | 播出頻道             | 節目                                 | 備註     |
| -------------- | -------------------- | ------------------------------------ | -------- |
| 2022年6月13日  | 東森超視             | 王牌諜對諜                           | 主持人   |
| 2021年9月28日  | TVBS歡樂台           | 食尚玩家-單元《魚肉鄉民》            | 代班主持 |
| 2021年10月5日  | Youtube              | 食尚玩家-網路單元《食尚新零駒》      | 代班主持 |
| 2021年12月31日 | -                    | 宜蘭羅東跨年晚會                     | 主持人   |
| 2022年12月31日 | 三立都會台CH30       | 2023 閃耀台中跨年夜                  | 主持人   |
| 2023年2月5日   | 衛視中文台           | 拜託了女神                           | 主持人   |
| 2023年12月31日 | 三立台灣台、華視主頻 | 2024LINE FRIENDS TOWN 麗寶跨年演唱會 | 主持人   |
| 2024年4月20日  | -                    | 全中運開幕典禮暨選手之夜             | 主持人   |
| 2024年12月31日 | -                    | 2025 宜蘭市跨年晚會                  | 主持人   |

### 星光大道
| 年份 | 節目                           | 頻道 | 備註       |
| ---- | ------------------------------ | ---- | ---------- |
| 2022 | 《第57屆金鐘獎節目類星光大道》 | 三立 | 搭檔薛紀綱 |

## 戲劇作品
- 2017年偶像劇《小丸子真人版》 飾演 城崎姬子
- 2017年網路劇《社畜時代》
- 2018年「胡鬧一番WhoKnowS《再見了以後》Official MV」（女主角）
- 2019年舞台劇《東森劇場-悶鍋出任務》

## 音樂作品

### 單曲
| 曲目             | 作詞         | 作曲        | 編曲                       | 製作人              | 演唱者         | 發行時間       |
| ---------------- | ------------ | ----------- | -------------------------- | ------------------- | -------------- | -------------- |
| 一加一大於二     | 羅凱         | 羅凱        | 楊恢宇                     | 賴彥中、羅凱        | 關韶文、焦凡凡 | 2021年3月31日  |
| 拜託拜託給我一口 | 阿達、焦凡凡 | 阿達        | 曾鎧維                     | Teru Fox            | 焦凡凡         | 2021年8月27日  |
| 再見了 親愛的    | 曼達/拾貳12  | 曼達/拾貳12 | 拾貳12/曾俞璇 Cosine Tseng | 曾俞璇 Cosine Tseng | 焦凡凡         | 2021年12月24日 |

### 合作單曲
- 2018年1月12日〈瘋狂滋味〉酷炫、焦凡凡、瑋哥
- 2019年1月26日〈壓在地上打〉孫生、焦凡凡、瑋哥

## 雜誌
- 2025年四月 GIRLSTALK  數位封面人物

## 代言
- 色廊2.0－夢境製造所 代言人
- Lab52齒妍堂 代言人

## 外部連結
- 焦凡凡的Facebook專頁
- 焦凡凡的Instagram帳戶
- YouTube上的焦凡凡頻道